# A9 (cohete)

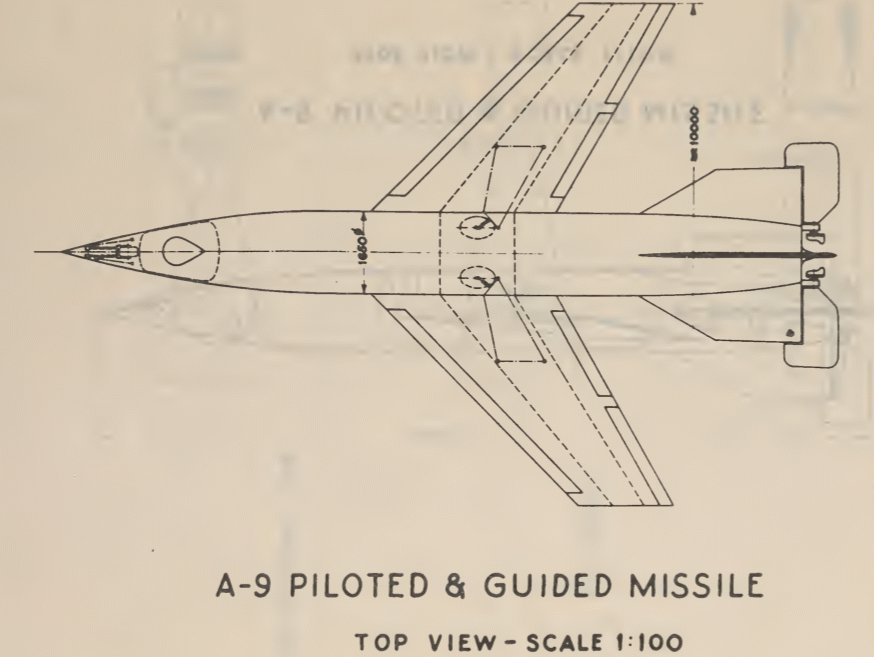
Vista superior de la unidad alada 9 (A9) en la versión con la cabina del piloto o como un misil de dirección controlado a distancia.

A9 fue el nombre dado a un cohete alemán de dos etapas cuyo diseño comenzó en 1940 por un equipo dirigido por Wernher von Braun. Nunca llegó a la fase de producción. Se trató del primer diseño práctico de un misil balístico capaz de cruzar el Océano Atlántico.

## Descripción
Según los planes el primer vuelo debería haber tenido lugar en 1946, pero el trabajo sobre el A9 fue cancelado a partir de 1943 para dedicar todos los esfuerzos a mejorar, perfeccionar y aumentar la producción del V2. De todos modos von Braun realizó algún desarrollo adicional y algún lanzamiento de prueba a través del proyecto de cohete A4b. En 1944 se retomó de nuevo el trabajo sobre el A9 bajo el nombre de Projekt Amerika (Proyecto América), pero no se realizaron progresos significativos hasta después de la última prueba con el proyecto A4b, en enero de 1945.
A la primera fase del A9 se la denominó A10 y se trataba básicamente de una agrupación de seis cámaras de combustión de V2 alimentando una única tobera. La segunda etapa, el A9 en sí, era una V2 refinada y con alas inclinadas. Más tarde las alas se sustituyeron por salientes del propio fuselaje, ya que en el túnel de viento demostraron un mejor comportamiento a velocidades supersónicas y solucionaban el problema del desplazamiento del centro de sustentación en vuelo transónico. Otra ventaja es que en esta disposición se acoplaba mejor a la interetapa con la primera etapa A10.
Dado que los sistemas de guiado de la época eran bastante imprecisos a las distancias que debía alcanzar el A9 (hasta 5000 km), se decidió que el misil debía ser pilotado. El misil se elevaría con su piloto hasta 390 km de altura y a una velocidad de 3400 m/s, donde apagaría el motor, iniciando la reentrada y un planeo que extendería el alcance del vehículo. El piloto se guiaría por radiobalizas situadas en submarinos alemanes emergidos en el océano Atlántico.
Poco antes de alcanzar el objetivo, el piloto fijaría este en un visor óptico y saltaría del misil, bien muriendo o siendo capturado.
El misil nunca llegó a ser construido.

## Características
- Carga útil: 1000 kg
- Alcance: 5000 km
- Empuje: 2.000 kN
- Diámetro: 4,12 m
- Longitud: 41 m
- Masa total: 85.300 kg